# 三浦博文
三浦 博文（みうら ひろふみ、1964年5月24日 - ）は、日本のプロレスラー。福島県いわき市出身。

## 略歴
1991年12月10日、W★INGプロモーション後楽園ホール大会における対島田宏戦でデビュー。
1993年、SPWFへ移籍。
1995年、フリーランスを経てレッスル夢ファクトリーへ移籍。怨霊、死神、ザ・マッドネスらを率いた「悪夢軍団」の首領として活躍。
2001年、レッスル夢ファクトリー解散後、プロレスリングナイトメアへ移籍。
ナイトメア解散以降はプロレス界からフェードアウトしている。

## タイトル歴
- インターナショナルジュニアヘビー級タッグ王座